# Pfadi Freiburg
Die Pfadi Kanton Freiburg (PKF) (auf Französisch Association des scouts fribourgeois) ist der zweisprachige und gemischte Freiburger Kantonalverband der Pfadibewegung Schweiz und entstand mit der ersten Pfadfindergruppe St. Nicolas/St. Paul auf freiburgischem Boden im Jahre 1915. Die Pfadi Kanton Freiburg fördert die Pfadibewegung im Kanton Freiburg gemäss den Zielsetzungen der Pfadibewegung Schweiz und zählt rund 1'400 Mitglieder.
Jedes Jahr im Frühling findet der Kantonaltag statt, eine Veranstaltung, an der alle Abteilungen des Kantons teilnehmen.

## Gliederung
Die Pfadi Kanton Freiburg gliedert sich in 13 frankophone und 3 deutschsprachige Abteilungen.
| Abteilungen der Pfadi Kanton Freiburg |                                  |                                    |                                     |
| Andromeda, Murten (d)                 | Bulle (mit PTA) (f)              | Christ-Roi, Freiburg (f)           | Domdidier (f)                       |
| Flambeaux de l'Evangile (f)           | Foucauld, Marly (mit PTA) (f)    | La Molière, Murist (f)             | Les Troubadours, Grolley (f)        |
| Maggenberg, Freiburg (d)              | St-Nicolas/St-Paul, Fribourg (f) | St-Peter und St-Paul, Düdingen (d) | St-Pierre/Ste-Thérèse, Freiburg (f) |
| St-Raphaël, Romont (f)                | Veveyse, Attalens (f)            | Villars-sur-Glâne (f)              | Vully (f)                           |